# Dorcadion pyrenaeum
Dorcadion pyrenaeum là một loài bọ cánh cứng trong họ Cerambycidae.